# Дворец Гижицкого
Дворец Гижицкого — памятник архитектуры в селе Новоселица Хмельницкой области Украины. Строительство завершилось в 1820 году на средства Людовика Гижицкого.

## История
Бартоломей Гижицкий, служивший при королевском дворе Польши, был довольно влиятельным лицом на Волыни. Его сын Каэтан Гижицкий унаследовал Новоселицу, однако своей резиденцией он выбрал Краснополь, где построил дворец, один из первых в стиле английской неоготики на территории современной Украины (тогда Польши). Младший брат Каэтана остаётся в Новоселице, и при его сыне Людовике Гижицком строится подобный дворец в стиле английской неоготики. Одни данные утверждают, что построен дворец в начале 19 века, но существует и более точная дата — 1820 год. Одновременно со строительством дворца шла закладка парка, работами в котором во многом руководил сын Людвига Гижицкого — Франциск Ксаверий, автор многих произведений на тему украшения усадеб. В конце 19 века дворец был перестроен, в результате чего здание приобрело множество декоративных элементов. Сын и внук Людовика связали свою жизнь с Австро-Венгрией — они добились титулов графа, однако о имении не забывали и периодически бывали в нем. Последним Гижицким, владевшим дворцом был Иосиф, зять посла США в Австро-Венгрии. Пара некоторое время проживала во дворце. В 1912 году Иосиф Гижицкий продал дворец другому местному магнату (по другой версии проиграл в карты) Иосифу Потоцкому, имевшему огромные владения на Волыни. Дворец был ему не нужен, он сдал его в аренду Стефану Щуцкому и его жене Софии Коссак. Дворец пострадал во время Первой мировой войны, но позже был восстановлен. В советское время дворец часто менял своё назначение, сейчас во дворце находится аграрный лицей, а окружающий парк имеет статус парк-памятника садово-паркового искусства общегосударственного значения — «Новоселицкий парк».

## Описание
Дворец представляет собой образец английской неоготики. Кирпичный, двухэтажный с подвалами и мезонином в центральной части здания, прямоугольный в плане. На первый взгляд, сооружение кажется оборонным — за счёт массивности стен и конструкций. Фасад здания украшен аркадным подъездом для карет, а над ним построена терраса для отдыха. Интерьеры дворца полностью не сохранились, и сведений о них немного.

## Галерея

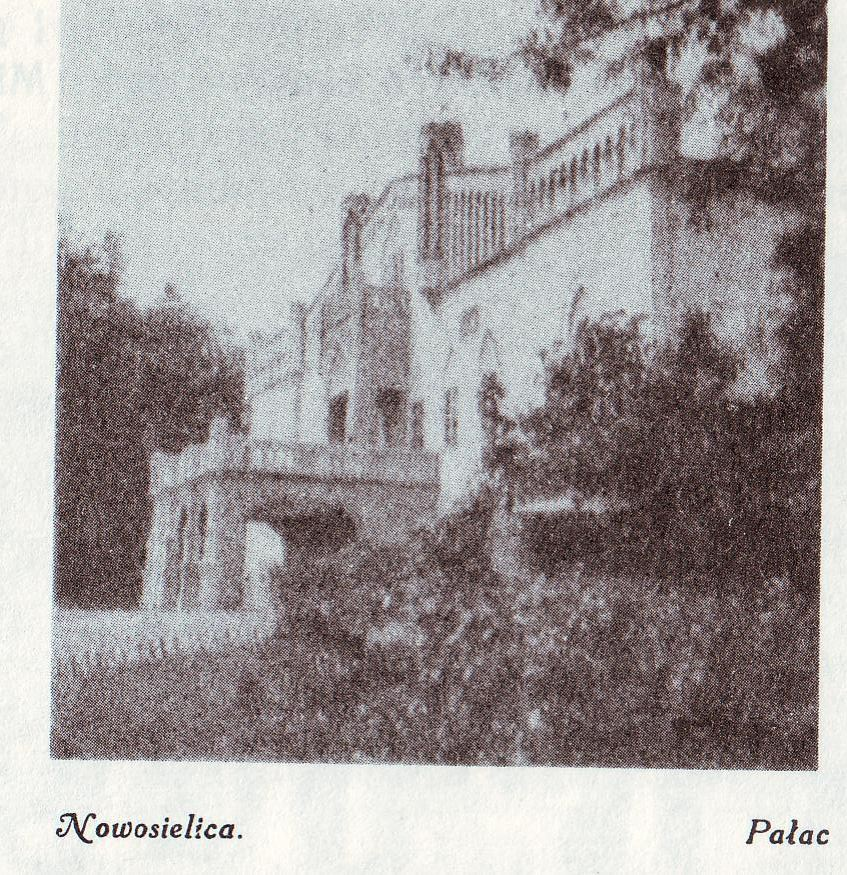
дворец Гижицких на польской открытке
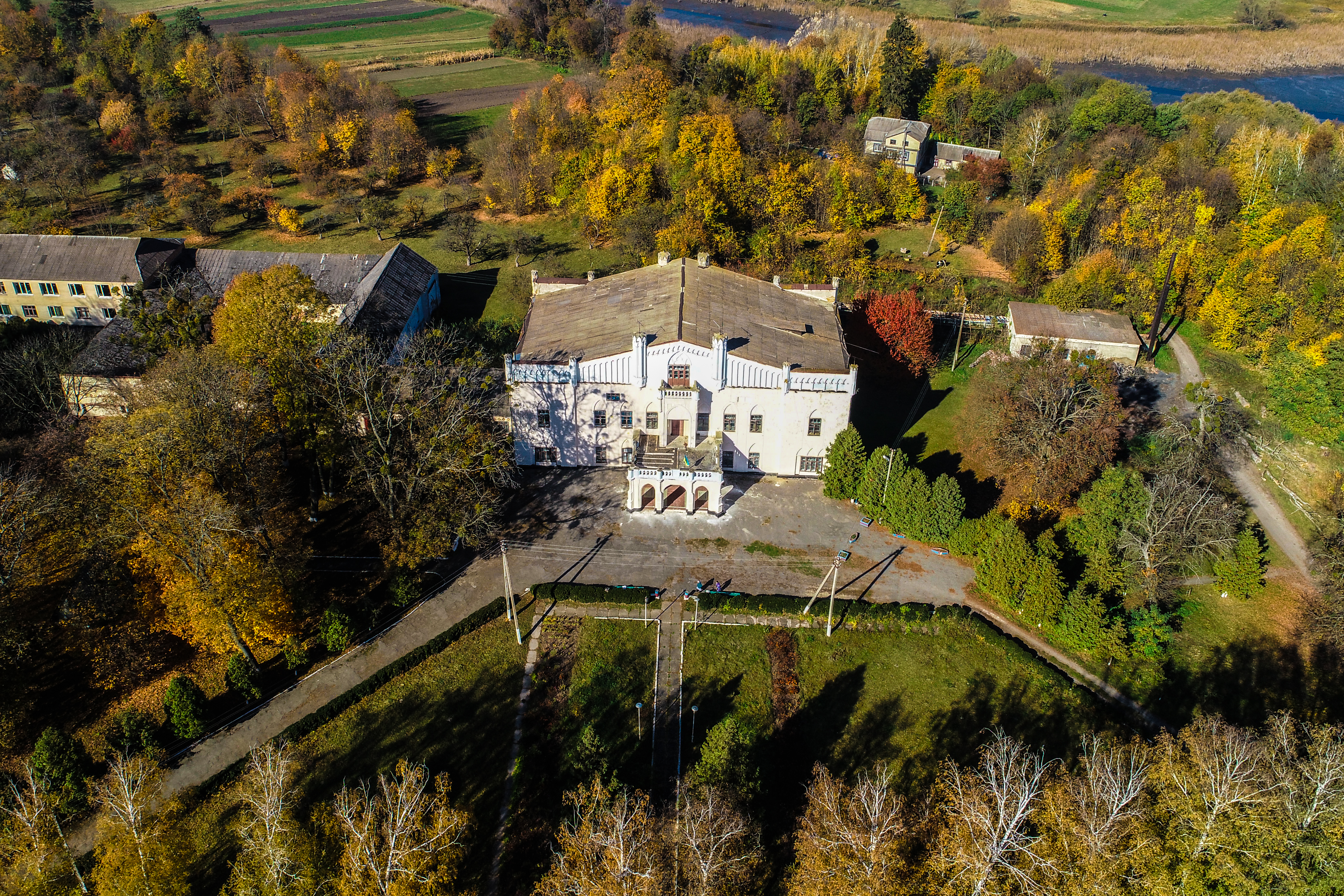
Аэрофото дворца Гижицкого в Новоселице
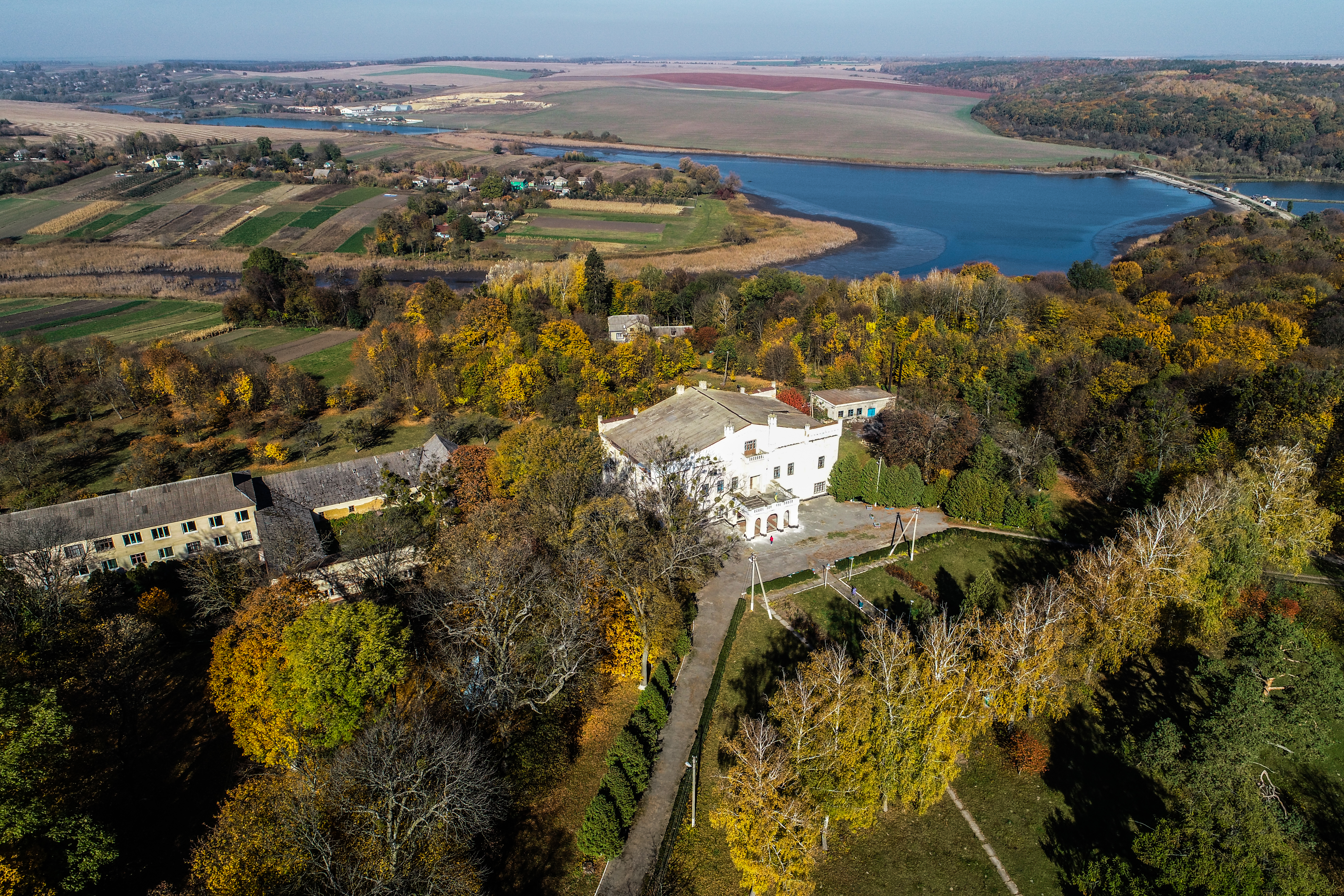
Аэрофото дворца Гижицкого в Новоселице

## См.также
- Новоселицкий парк